# Two Ghosts
«Two Ghosts» es una canción del cantante británico Harry Styles. Se lanzó el 7 de agosto de 2017, a través de Erskine y Columbia Records como el segundo sencillo de su primer álbum de estudio Harry Styles. La canción fue escrita por Styles, John Ryan, Julian Bunetta, Mitch Rowland y Tyler Johnson y su producción estuvo a cargo de Jeff Bhasker, Alex Salibian y Johnson.

## Antecedentes y composición
«Two Ghosts» es una balada folk rock con influencias country. Un editor de Entertainment Weekly interpretó la canción como una "autopsia acústica triste del amor perdido".  Escrito en la clave de mi mayor y establecido en una firma de tiempo común , tiene un tempo relativamente lento de 70 latidos por minuto.
La canción fue escrita por Styles, John Ryan, Julian Bunetta, Mitch Rowland y Tyler Johnson y su producción estuvo a cargo de Jeff Bhasker, Alex Salibian y Johnson.

## Crítica y recepción
Leonie Cooper de NME opinó que la canción tiene un tono «sutil».  En Pitchfork, Jamieson Cox consideró que Styles «hace un trovador de country alternativo convincente». Anjali Raguraman de The Straits Times pensó que la canción «sombría y teñida» toma prestada líricas de la pista de «Wish You Were Here» de Pink Floyd. En Los Angeles Times, Mikael Wood comentó que la canción tiene "la fanfarronería lenta de The Rolling Stones".
Kitty Empire de The Guardian escribió que el tema «tiene buena escritura». Allan Raible en ABC News encontró la canción influenciada por «All Things Must Pass» de George Harrison. El reportero de BBC Music Mark Savage observó referencias a «Style» de Taylor Swift en la letra de la canción.

## Presentaciones en vivo
El 17 de mayo de 2017, Styles interpretó «Two Ghosts» en The Late Late Show with James Corden, acompañándose con una guitarra acústica. En Rolling Stone , Elias Leight opinó que el cantante en la presentación demostró un rango vocal "impresionante". El 9 de junio, Styles interpretó la canción desde la azotea del local de Londres Central Hall Westminster en The Late Late Show.

## Posicionamiento en listas
| Listas (2017)                                      | Mejor posición |
| -------------------------------------------------- | -------------- |
| Bélgica (Ultratop) Flanders                        | 5              |
| Canadá (Canadian Hot 100)                          | 91             |
| Escocia (Official Charts Company)                  | 77             |
| Eslovaquia (Radio Top 100)                         | 71             |
| Eslovaquia (Singles Digitál Top 100)               | 86             |
| Estados Unidos (Adult Top 40)                      | 32             |
| Estados Unidos (US Bubbling Under Hot 100 Singles) | 18             |
| Estados Unidos (Mainstream Top 40)                 | 34             |
| Irlanda (IRMA)                                     | 66             |
| México (Mexico Inglés Airplay)                     | 9              |
| Portugal (AFP)                                     | 94             |
| Reino Unido (UK Singles Chart)                     | 58             |

## Certificaciones
| País (organismo certificador) | Certificación | Unidades certificadas |
| ----------------------------- | ------------- | --------------------- |
| Australia (ARIA)              | Oro           | 35 000                |
| Brasil (Pro-Música Brasil)    | Oro           | 20 000                |
| Canadá (Music Canada)         | Oro           | 40 000                |
| Estados Unidos (RIAA)         | Oro           | 500 000               |
| México (AMPROFON)             | Platino       | 60 000                |
| Reino Unido (BPI)             | Plata         | 200 000               |

## Historial de lanzamiento
| País           | Fecha                   | Formato                      | Discográfica | Ref    |
| -------------- | ----------------------- | ---------------------------- | ------------ | ------ |
| Estados Unidos | 7 de agosto de 2017     | Radio Hot adult contemporary | Columbia     | [ 33 ] |
| Estados Unidos | 8 de agosto de 2017     | Contemporary hit radio       | Columbia     | [ 34 ] |
| Reino Unido    | 1 de septiembre de 2017 | Contemporary hit radio       | Columbia     | [ 35 ] |
| Italia         | 8 de septiembre de 2017 | Contemporary hit radio       | Sony         | [ 36 ] |